# Festival international du film de femmes de Salé 2015
La neuvième édition du FIFFS, s'est tenue du 28 septembre au 3 octobre 2015.

## Jury
- Manon Barbeau (présidente, Canada)
- Fatima Zahra Bennacer (Maroc)
- Manal Salama (Égypte)
- Eva Dahr (Norvège)
- Marie Gutmann (France)
- Djia Mambu (République démocratique du Congo)
- Mane Cisneros (Espagne)

## Palmarès
| Prix                               | Attribué à                                                          | Pays     |
| ---------------------------------- | ------------------------------------------------------------------- | -------- |
| Grand Prix                         | Décor de Ahmad Abdalla                                              | Égypte   |
| Prix du Jury                       | Vierge sous serment de Laura Bispuri                                | Albanie  |
| Prix du scénario                   | Deniz Gamze Erguven et Alice Winocour pour Mustang de Gamze Erguven | Turquie  |
| Prix de l’interprétation féminine  | Regina Casé dans Une seconde mère d'Anna Muylaert                   | Brésil   |
| Prix de l’Interprétation masculine | Maged El Kedwany dans Décor de Ahmad Abdalla                        | Égypte   |
| Prix du documentaire               | Queens of Syria de Yasmin Fedda                                     | Jordanie |